# 24 prairial
24 floréal 24 messidor
Le quartidi 24 prairial, officiellement dénommé jour du caille-lait, est le 264e jour de l'année du calendrier républicain.
C'était généralement le 12e jour du mois de juin dans le calendrier grégorien.